# Centrale nucléaire de Genkai
La centrale nucléaire de Genkai (玄海原子力発電所 "Genkai genshiryoku hatsudensho") est exploitée par la compagnie d'électricité de Kyushu qui est la principale compagnie électrique sur l'île de Kyūshū, la troisième plus grande et la plus méridionale des quatre îles principales du Japon.

Elle est située à Genkai (玄海町), un bourg de la préfecture de Saga (佐賀県), au Japon.

## Description
La centrale de Genkai est équipée de quatre réacteurs à eau pressurisée (REP) de différentes générations :
- Genkai 1 : 529 MWe, REP 2 boucles, mis en service en 1975, à l'arrêt depuis 2011, déclassement en cours depuis 2015.
- Genkai 2 : 529 MWe, REP 2 boucles, mis en service en 1981, à l'arrêt depuis 2011, déclassement en cours depuis avril 2019.
- Genkai 3 : 1127 MWe, REP 4 boucles, mis en service en 1994 - utilise du combustible MOX depuis novembre 2009 [1].
- Genkai 4 : 1127 MWe, REP 4 boucles, mis en service en 1997.

Les quatre réacteurs ont été construits par le constructeur japonais Mitsubishi.
En 2014, 640 kg de combustible contenant du plutonium ont été découverts dans la centrale, stockés illégalement sur le site depuis 2012. Ce plutonium aurait été « oublié » par le gouvernement japonais.
En mars et juin 2019, respectivement, les réacteurs 3 et 4 ont été remis en fonction après validation en 2017 de leurs conformités aux nouvelles normes à la suite de l'accident de Fukushima.